# Friedrich Franz Martens
Friedrich Franz Martens (*  8. September 1873 in Christinenhof; † 1939) war ein deutscher Physiker, der sich mit Hochfrequenztechnik befasste.
Martens ging in Waren und Bad Doberan zur Schule und studierte ab 1892 Mathematik und Naturwissenschaften an der Universität Rostock. 1896 promovierte er an der Friedrich-Wilhelms-Universität Berlin (Dissertation: Die magnetische Induction horizontaler, im Erdfelde rotierender Scheiben). Er war Professor für Physik an der Handelshochschule Berlin.
Er war Mitarbeiter am von Adolf Winkelmann herausgegebenen  Handbuch der Physik.

## Schriften
- Physikalische Grundlagen der Elektrotechnik, Vieweg 1913
  - 2. Auflage als: Physikalisch-technische Elektrizitätslehre, Vieweg 1927
- Hochfrequenztechnik, Vieweg 1925